# Agathe Poschmann

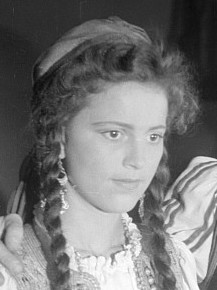
Agathe Poschmann als Recha in einer Inszenierung von Lessings Nathan der Weise am Deutschen Theater Berlin, 1945.

Agathe Lorenz-Poschmann (* 18. Januar 1922 in Bochum) ist eine deutsche Theaterschauspielerin und Sprecherin sowie anthroposophische Sprachtherapeutin.

## Biografie
Poschmann absolvierte zwischen 1940 und 1942 eine Schauspielausbildung am Schauspielstudio von Hans Schultze in Berlin. Sie debütierte 1943 als „Anna“ in einer Inszenierung von Hermann Bahrs „Die Kinder“. Es folgten erstes Engagement am Staatlichen Schauspielhaus Hamburg (1942–1944) sowie mehrere an verschiedenen Berliner Theatern wie der Volksbühne (1944–1945), dem Deutschen Theater (1945–1947), dem Theater am Kurfürstendamm (1947–1948) sowie ab 1948 am Schloßparktheater, der Tribüne und der Komödie.
Zumeist bediente Poschmann dabei das Rollenfach der „jugendlichen Liebhaberin“. Sie verkörperte die „Helene“ in Bjørnstjerne Bjørnsons „Wenn der junge Wein blüht“, die „Recha“ in Lessings „Nathan der Weise“, die „Ophelia“ in Shakespeares „Hamlet“, die „Ria“ in Fred Dengers „Wir heißen euch hoffen“, die „Hermia“ in Shakespeares „Sommernachtstraum“, die „Grüne“ in Ibsens „Peer Gynt“, die „Celia“ in Lope de Vegas „Launen der Dona Belisa“, die „Marie-Josèphe“ in Jean Sarments „Ihr 106. Geburtstag“, die „Alice“ in Curt Goetzens „Taube in der Hand“, die „Amine“ in Goethes „Laune des Verliebten“, die „Frau Pless“ in Bruckners „Fährten“ und die „Marianne Pahlen“ in Carl Sternheims „Snob“.
Daneben wirkte sie als Sprecherin für verschiedene Hörfunkproduktionen, wobei sie zumeist ebenfalls klassischen Bühnenfiguren interpretierte wie z. B. die „Olivia“ in Goethes „Groß-Kophta“ (Berliner Rundfunk 1948), das „Klärchen“ in Goethes „Egmont“ (Berliner Rundfunk 1949), die „Julia“ in Shakespeares „Romeo und Julia“ (NWDR 1950) und die „Klara“ in Friedrich Hebbels „Maria Magdalene“.
Außerdem arbeitete sie seit den 1940er Jahren als Synchronsprecherin und lieh ihre Stimme u. Ba. Heather Angel („Der Verräter“), Danielle Darrieux („Ruy Blas, der Geliebte einer Königin“) und Kim Hunter („Irrtum im Jenseits“).
Während Agathe Poschmanns künstlerischer Schwerpunkt auf der Bühne lag, war sie in Film und Fernsehen ein überaus seltener Gast. Hier ist besonders ihre Hauptrolle im DEFA-Kriminalfilm Razzia an der Seite Paul Bildts zu nennen, für die sie im Rahmen der DEFA-Kulturfilmdokumenation „Der Augenzeuge“ ausführlich interviewt wurde.
Nach Aufgabe ihrer Schauspielkarriere studierte sie Eurythmie und veröffentlichte unter ihrem Ehenamen Agathe Lorenz-Poschmann Literatur zur anthroposophischen Sprachtherapie.

## Filmografie (Auswahl)
- 1947: Razzia

## Hörspiele
- 1956: Herbert Burgmüller/Manfred Schäffer: Sein Lied war deutsch (Die junge Frau Lortzing) – Regie: Hans Busse (Hörspiel – Rundfunk der DDR)

## Bücher
- Therapie durch Sprachgestaltung. Beiträge zur heilenden Kraft der Sprache (1981)
- Breath, Speech and Therapy (1982)[4]
- Die Sprachwerkzeuge und ihre Laute (1983)

## Belege
1. ↑  Kürschners biographisches Theater-Handbuch. S. 565.
2. ↑  defa-stiftung.de (Memento des Originals vom 13. April 2010 im Internet Archive)  Info: Der Archivlink wurde automatisch eingesetzt und noch nicht geprüft. Bitte prüfe Original- und Archivlink gemäß Anleitung und entferne dann diesen Hinweis.
3. ↑  Paul Newham: Therapeutic Voicework. Jessica Kingsley Publishers, 1998, ISBN 1853023612, S. 452 (eingeschränkte Vorschau in der Google-Buchsuche)
4. ↑  https://www.wynstonespress.com/Breath-Speech-and-Therapy.html